# Ferocactus haematacanthus
Ferocactus haematacanthus ist eine Pflanzenart aus der Gattung Ferocactus in der Familie der Kakteengewächse (Cactaceae). Das Artepitheton haematacanthus leitet sich von den griechischen Worten haima für ‚Blut‘ sowie akanthos für ‚Dorn‘ ab und verweist auf die dunkelrote Bedornung der Art.

## Beschreibung
Ferocactus haematacanthus wächst einzeln mit kugelförmigen bis zylindrischen, anfangs glauken, später grünen Trieben und erreicht bei Durchmessern von 25 bis 36 Zentimetern  Wuchshöhen von 30 bis 120 Zentimeter. Es sind 13 bis 17 Rippen vorhanden. Die darauf befindlichen Areolen sind bei ausgewachsenen Pflanzen zusammenfließend. Die Dornen sind blutrot gefärbt. Die vier Mitteldornen sind 4 bis 8 Zentimeter lang. Die sechs bis sieben Randdornen weisen eine Länge von 2,5 bis 3,5 Zentimeter auf.
Die trichterförmigen, etwas purpurrosa- bis rosapurpurfarbenen Blüten erreichen eine Länge von 6 bis 7 Zentimeter und weisen einen ebensolchen Durchmesser auf. Die 2 bis  3,5 Zentimeter langen, eiförmigen Früchte sind tiefpurpurfarben.

## Verbreitung, Systematik und Gefährdung
Ferocactus haematacanthus ist im Grenzgebiet der mexikanischen Bundesstaaten Puebla und Veracruz in Höhenlagen oberhalb von 2200 Metern verbreitet.
Die Erstbeschreibung als Echinocactus electracanthus var. haematacanthus erfolgte 1850 durch Joseph zu Salm-Reifferscheidt-Dyck. Curt Backeberg und Frederik Marcus Knuth stellten die Art 1936 in die Gattung Ferocactus. Weitere nomenklatorische Synonyme sind Ferocactus stainesii var. haematacanthus (Salm-Dyck) Backeb. (1961) und Bisnaga haematacantha (Salm-Dyck) Doweld (1999).
In der Roten Liste gefährdeter Arten der IUCN wird die Art als „Endangered (EN)“, d. h. als stark gefährdet geführt.

## Nachweise